# Louis-Augustin Simil
Louis-Augustin Simil, né le 5 février 1822 à Nîmes où il meurt le 15 août 1906, est un peintre français.

## Biographie
Louis-Auguste Simil est le fils de Charles Auguste Simil, et d'Henriette Vellant.
Élève d'Alexandre Colin, il expose au Salon de 1848 à 1860.
En 1871, il épouse Jeanne Pauline Puget.
Le peintre réside un temps à Lunel, puis emménage à Nîmes.
Il meurt à l'âge de 84 ans à son domicile.

## Distinctions
- Chevalier de l'ordre du Nichan Iftikhar

## Galerie

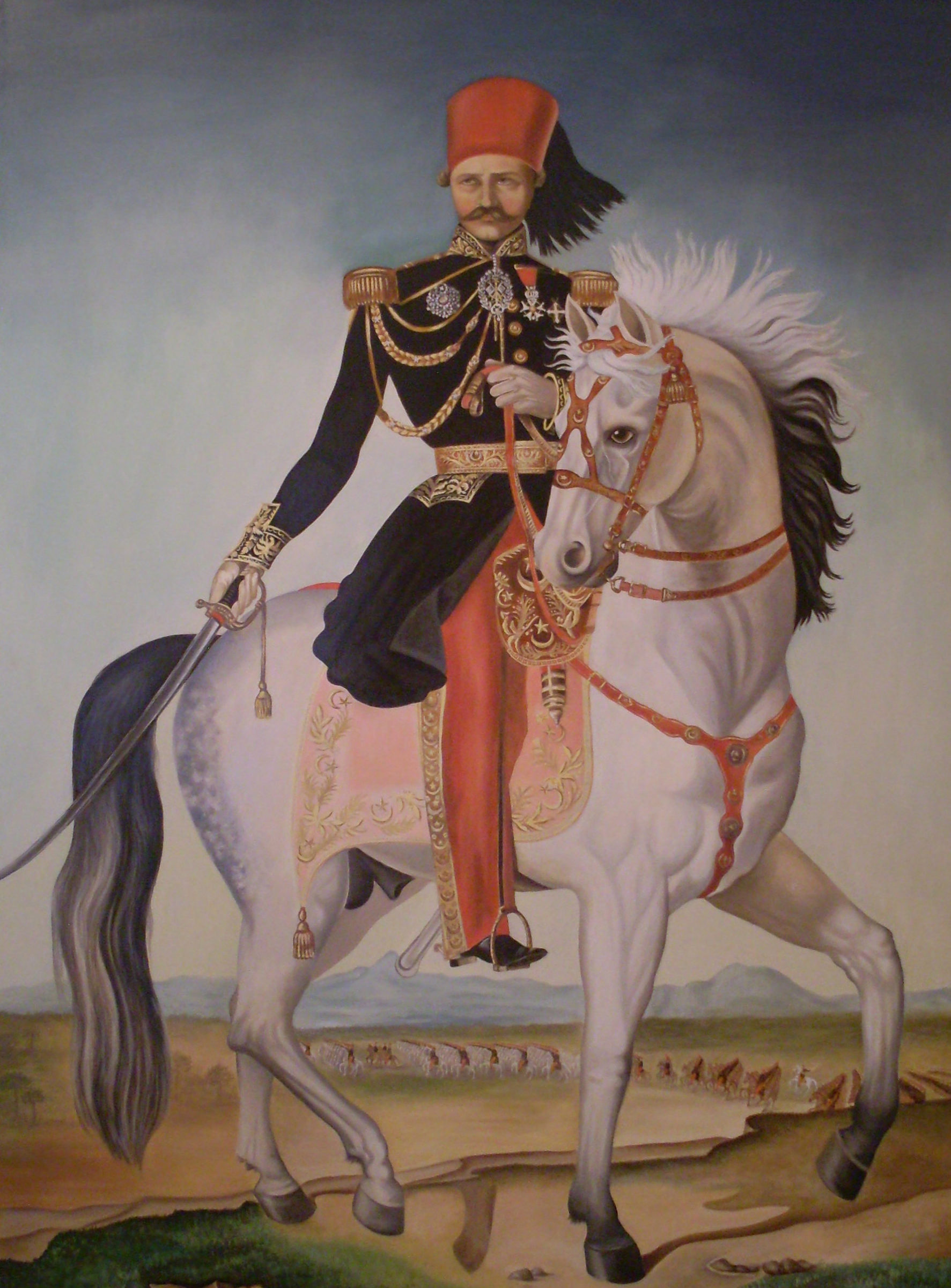
Kheireddine Pacha
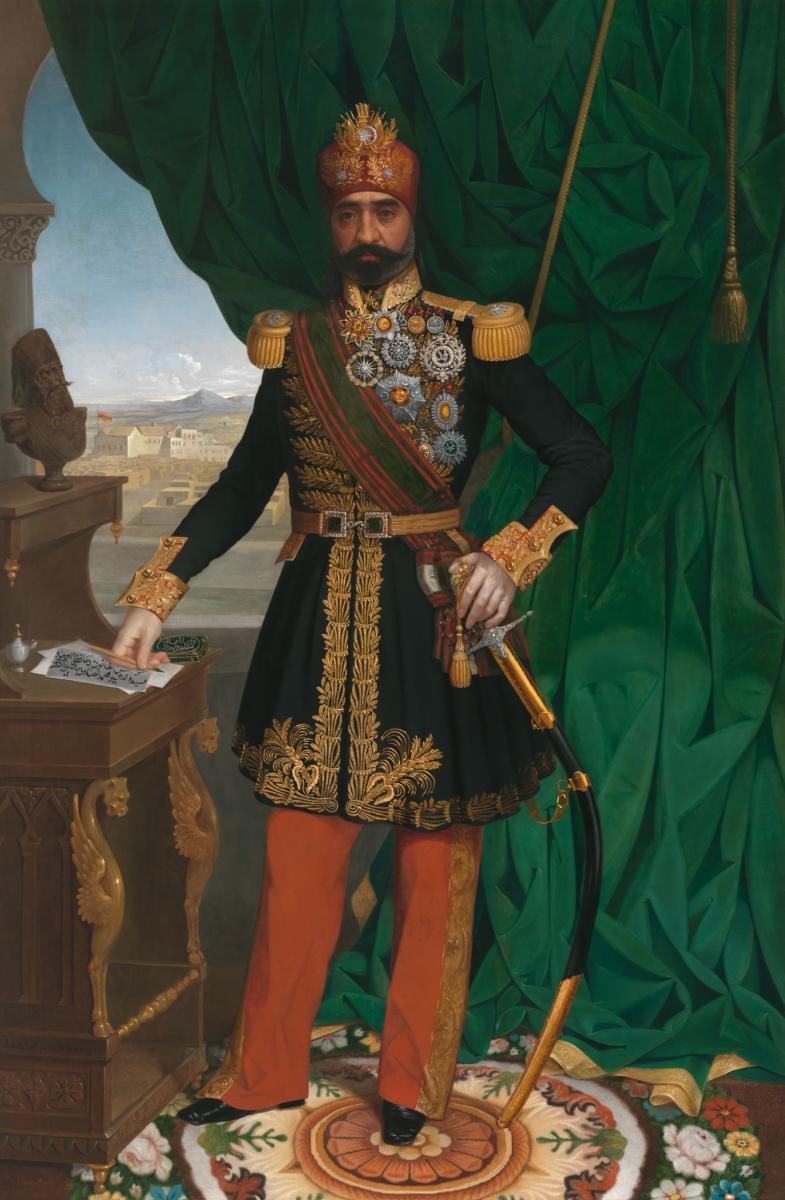
Sadok Bey